# Манифест на романтизма
„Манифест на романтизма“ (на английски: The Romatic Manifesto) e нехудожествена творба на Айн Ранд, сборник с есета, касаещи същността на изкуството. Публикуван е през 1969 г., а второто преработено издание през 1975 г. По-голямата част от есетата излизат първоначално в „The Objectivist“, с изключение на „Въведение в 93-та година“, което представлява въведение за романа на Виктор Юго. В преработеното издание е добавено есето „Изкуство и Познание“.
В основата на неговия довод стои твърдението на Ранд, че човек не може да създава изкуство, без да вложи в творбата си своята критична оценка и своята философия. Ако артистът се опита да се въздържи от тях, посланието на творбата би придобило детерминистичен или натуралистичен оттенък. Следващият логичен елемент в довода на Ранд е, че наблюдателите на дадена творба ще останат с впечатление за нейното философско послание, единствено въз основа на своите лични ценности, вкоренени в психиката им, независимо от емоционалното въздействие, което творбата оказава върху тях.
Ранд разделя видовете творчество на „валидни“ и „невалидни“ форми. (Фотографията, например, е невалидна за нея (qua art form – като форма на изкуство), защото фотоапаратът записва света точно какъвто е и е ограничен в способността си (ако притежава такава) да носи морално послание извън избора на фотографа за тема на изображението.
Според Ранд изкуството трябва да се стреми да възвишава и величае човешкия дух. Тя критикува натурализма и модернизма в изкуството, докато поддържа романтизма (в изкуството, различен от този във философията, на който тя е противник).
Книгата завършва с кратка история, озаглавена „Най-простото нещо“.
|  | Тази страница частично или изцяло представлява превод на страницата The Romatic Manifesto в Уикипедия на английски. Оригиналният текст, както и този превод, са защитени от Лиценза „Криейтив Комънс – Признание – Споделяне на споделеното“, а за съдържание, създадено преди юни 2009 година – от Лиценза за свободна документация на ГНУ. Прегледайте историята на редакциите на оригиналната страница, както и на преводната страница, за да видите списъка на съавторите. ВАЖНО: Този шаблон се отнася единствено до авторските права върху съдържанието на статията. Добавянето му не отменя изискването да се посочват конкретни източници на твърденията, които да бъдат благонадеждни. |